# Brosktryffel
Brosktryffel (Hysterangium clathroides) är en svampart som beskrevs av Vittad. 1831. Brosktryffel ingår i släktet Hysterangium och familjen Hysterangiaceae.  Arten är reproducerande i Sverige. Inga underarter finns listade i Catalogue of Life.